# 마루베니
마루베니 주식회사(일본어: 丸紅株式会社, 영어: Marubeni Corporation)는 후요 그룹의 대형 종합 상사이다.